# Gerald Messlender
Gerald Messlender (1. října 1961 Baden – 20. června 2019 Guntramsdorf) byl rakouský fotbalista, obránce. Zemřel 20. června 2019 ve věku 57 let na infarkt myokardu.

## Fotbalová kariéra
V rakouské bundeslize hrál za Admiru Vídeň a FC Swarovski Tirol, nastoupil ve 225 ligových utkáních a dal 26 gólů. V nižších soutěžích hrál i za VfB Mödling, SC Austria Lustenau a VSE St. Pölten. V roce 1988 získal s FC Swarovski Tirol rakouský pohár. V Poháru vítězů pohárů v 5 utkáních a v Poháru UEFA nastoupil v 10 utkáních. Za reprezentaci Rakouska nastoupil v letech 1982–1987 v 15 utkáních. Byl členem rakouské reprezentace na Mistrovství světa ve fotbale 1982, ale do utkání nezasáhl.

## Ligová bilance
| Ročník                                | Zápasy | Góly | Klub                |
| ------------------------------------- | ------ | ---- | ------------------- |
| Rakouská fotbalová Bundesliga 1979/80 | 4      | 0    | Admira Vídeň        |
| Rakouská fotbalová Bundesliga 1980/81 | 10     | 2    | Admira Vídeň        |
| Rakouská fotbalová Bundesliga 1981/82 | 26     | 1    | Admira Vídeň        |
| Rakouská fotbalová Bundesliga 1982/83 | 21     | 3    | Admira Vídeň        |
| Rakouská fotbalová Bundesliga 1983/84 | 25     | 3    | Admira Vídeň        |
| Rakouská fotbalová Bundesliga 1984/85 | 26     | 5    | Admira Vídeň        |
| Rakouská fotbalová Bundesliga 1985/86 | 30     | 1    | Admira Vídeň        |
| Rakouská fotbalová Bundesliga 1986/87 | 24     | 3    | FC Swarovski Tirol  |
| Rakouská fotbalová Bundesliga 1987/88 | 10     | 3    | FC Swarovski Tirol  |
| Rakouská Erste Liga 1989/90           | -      | 3    | VfB Mödling         |
| Rakouská Erste Liga 1990/91           | -      | 2    | VfB Mödling         |
| Rakouská fotbalová Bundesliga 1991/92 | 31     | 4    | Admira Vídeň        |
| Rakouská fotbalová Bundesliga 1992/93 | 18     | 1    | Admira Vídeň        |
| Rakouská Erste Liga 1994/95           | 0      | 0    | SC Austria Lustenau |
| Rakouská Erste Liga 1995/96           | -      | -    | SC Austria Lustenau |
| Rakouská Erste Liga 1996/97           | 18     | 1    | VSE St. Pölten      |
| CELKEM 1. liga                        | 225    | 26   |                     |